# St. Hedwig (Walim)

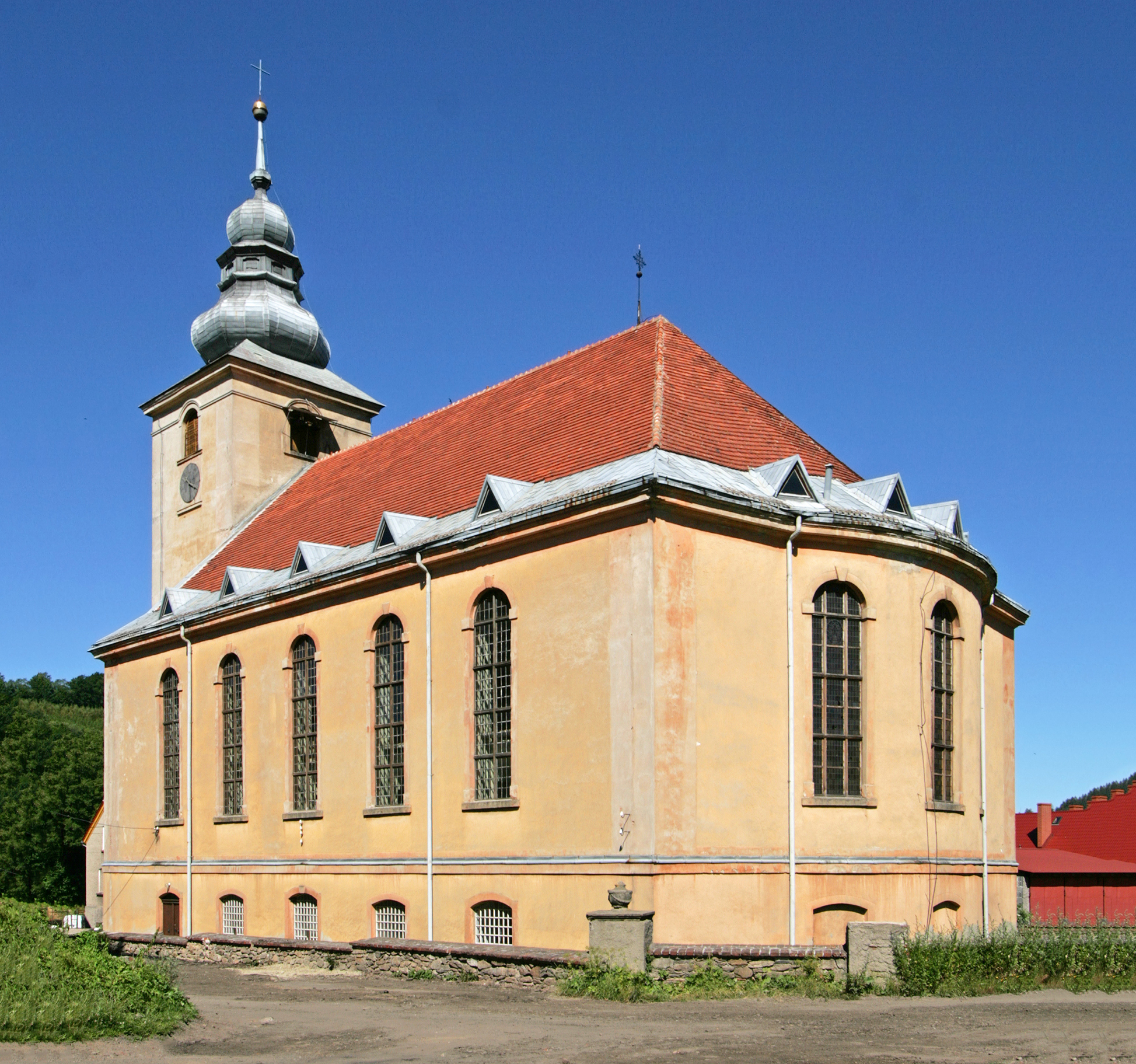
St. Hedwig in Walim

Die römisch-katholische Kirche St. Hedwig (polnisch Kościół św Jadwigi) in Walim (deutsch Wüstewaltersdorf) im Powiat Wałbrzyski (Waldenburg) in der Woiwodschaft Niederschlesien in Polen wurde von 1748 bis 1751 als evangelische Pfarrkirche errichtet. Die Kirche steht unter der Nummer 598365 in der polnischen Denkmalliste. 

## Geschichte
Die während der Reformation 1548 errichtete evangelische Kapelle St. Barbara in Wüstewaltersdorf, seit 1592 Filiale der Kirche von Rudolfswaldau, wurde im Zuge der Gegenreformation 1654 den Katholiken übergeben. Darauf hielten sich die mehrheitlich evangelischen Einwohner zur Friedenskirche vor Schweidnitz. Nach dem Übergang Schlesiens an Preußen genehmigte der preußische König Friedrich II. den Bau einer neuen evangelischen Kirche. Die Konzession wurde am 27. November 1741 erteilt. Der erste Gottesdienst fand am ersten Advent 1741 unter freiem Himmel statt. Die Einweihung der Interimskirche, eines einfachen hölzernen Bethauses, fand an Weihnachten 1741 statt. Die Grundsteinlegung der heutigen barocken Saalkirche erfolgte am 13. Mai 1748 und die Einweihung am 4. August 1751. Bauherr war der Grund- und Patronatsherr Heinrich Wilhelm von Zedlitz. Der 1753 vollendete Turm erhielt 1766 ein dreistimmiges Geläut. Auf dem Gedenkstein steht über die Gründung und Baugeschichte:

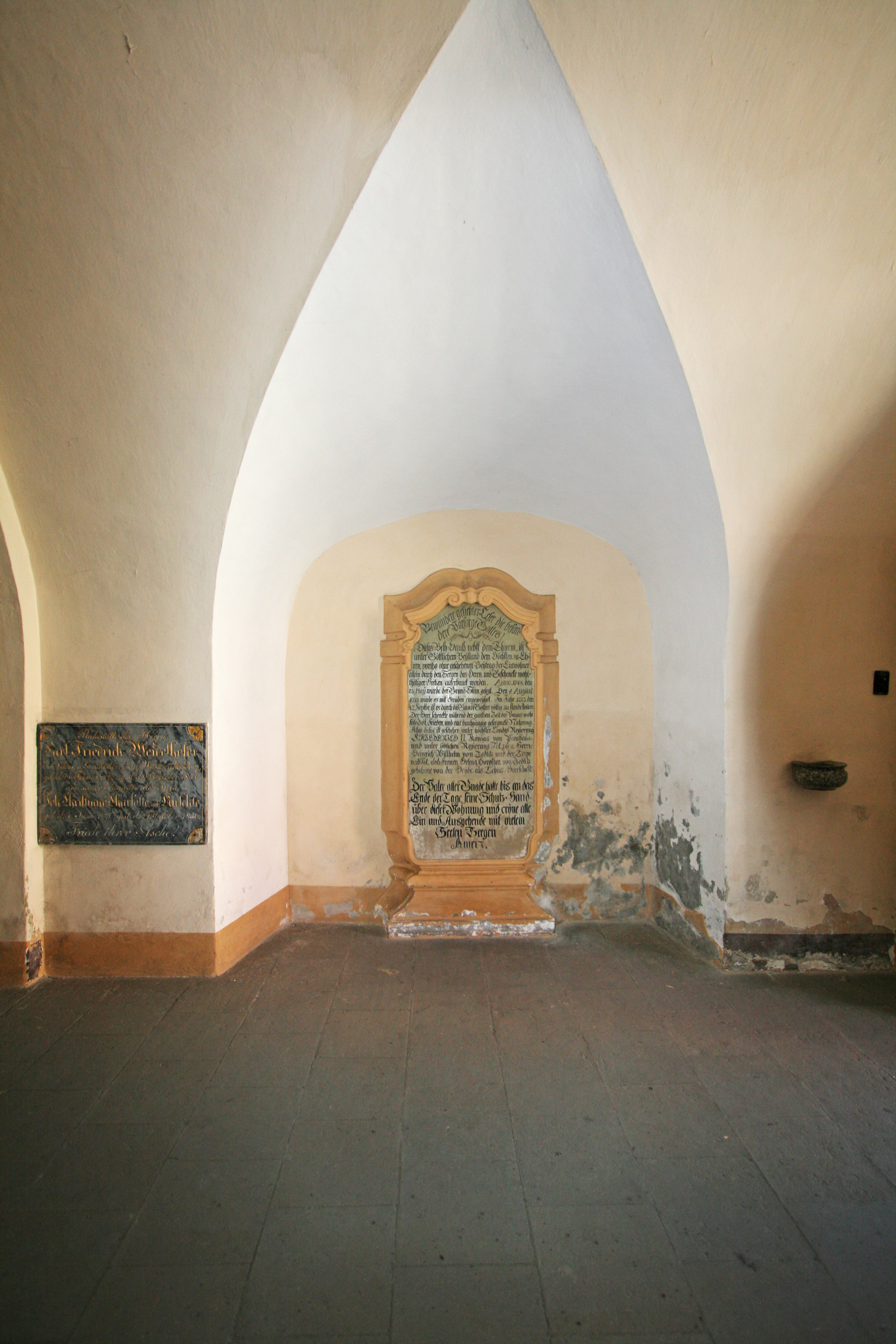
Gedenkstein

„Dieses Beth-Haus nebst dem Thurm, ist unter Göttlichem Beystand des Höchsten zu Ehren ohne geschehenen Beytrag der Einwohner allein durch den Seegen des Herrn und Geschencke wohlthätiger Hertzen auferbauet worden. ANNO 1748. den 13. May wurde der Grund Stein gelegt. Den 4. August 1751 wurde es mit Freuden eingeweyhet. Im Jahr 1755. den 12. Septbr. ist es durch die Gnade Gottes völlig zu stande komen. Der Herr schencke während der gantzen Zeit des Baues wohl feile Zeit Frieden, und eine durchgängig geseegnete Nahrung. All dies ist geschehen unter höchster Landes Regierung FRJEDERJCS II. Königs von Preußen und unter löblicher Regierung Tit. Herrn Heinrich Wilhelm von Zedlitz und der Leipe und Tit. Frauen Helena Dorothea von Zedlitz geborene von der Heyde als Lebus. Herrschaft Der Vater aller Gnade hatte bis an das Ende der Tage, seine Schutz-Hand über diese Wohnung und cröne alle Ein und Ausgehende mit vielen Seelen Seegen Amen.“

Im Zweiten Weltkrieg wurde die Kirche teilweise zerstört. Nach der weitgehenden Aussiedlung der deutschen Bevölkerung nach 1945 und infolge der Zunahme der katholischen Einwohner, wurde das Gotteshaus an die katholische Kirche übertragen und der hl. Hedwig von Andechs geweiht.

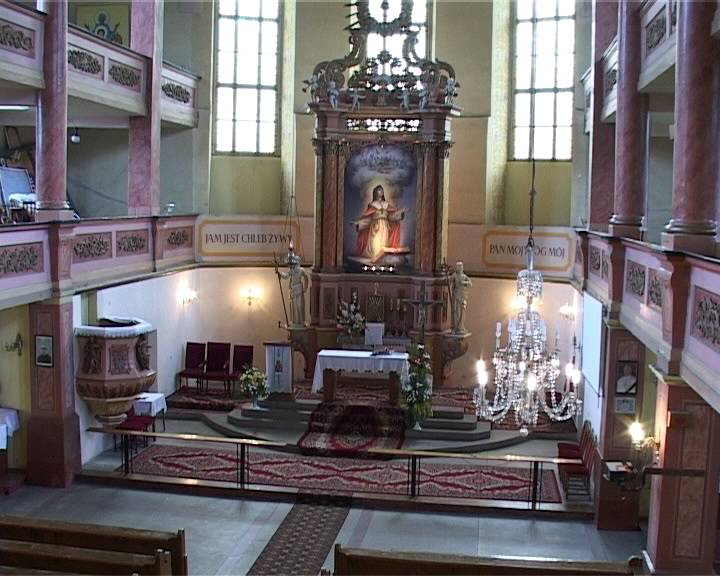
Innenraum

## Ausstattung
Der Altar, die Kanzel, das Gestühl und die Emporen stammen aus der Erbauungszeit der Kirche. Nach der Anpassung an den Römischen Ritus wurde das ursprüngliche Erscheinungsbild stark verändert. In der Kirchengruft befindet sich das steinerne Epitaph des Grundherrn Heinrich Wilhelm von Zedlitz: Die Inschrift lautet:

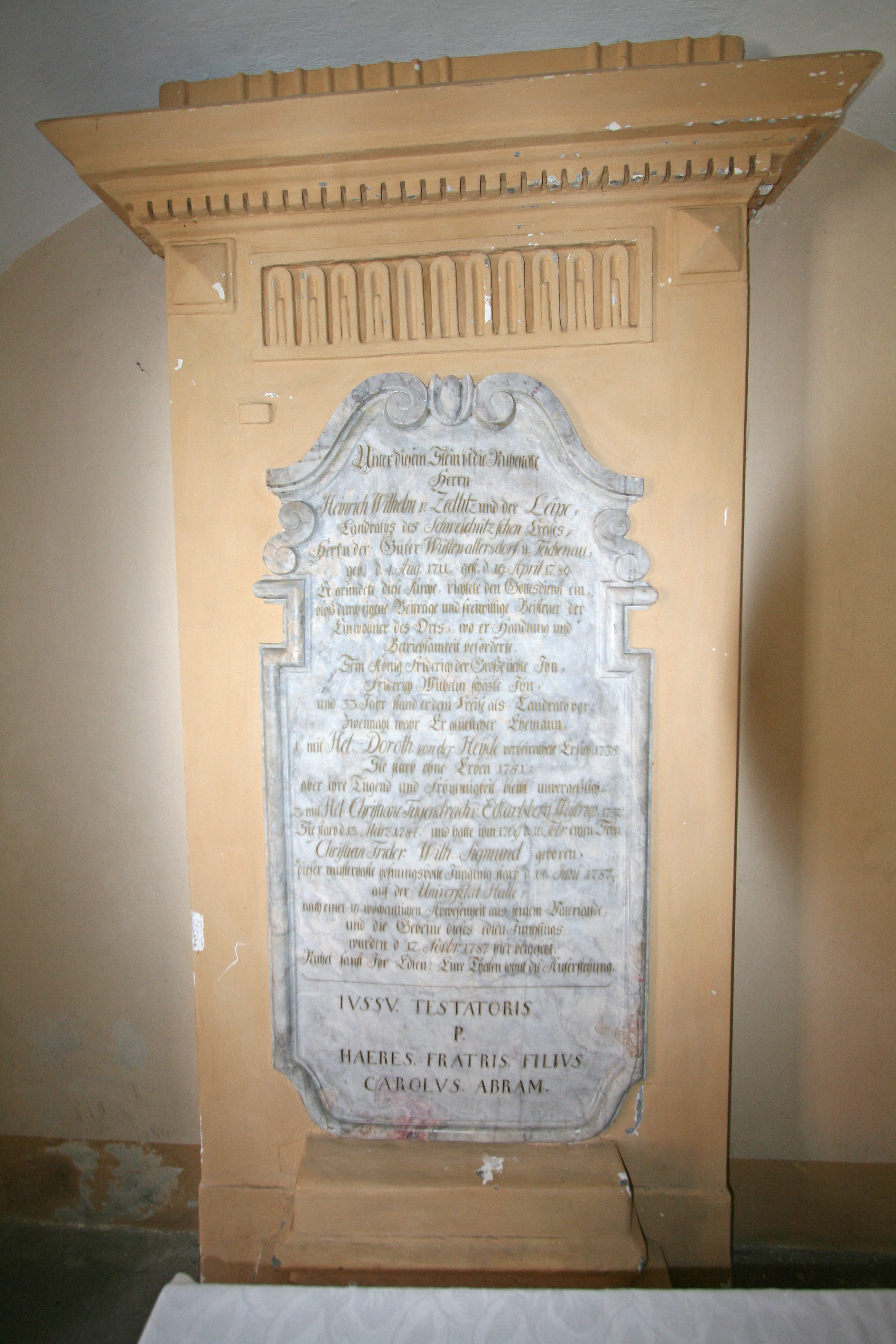
Epitaph für Heinrich Wilhelm von Zedlitz

„Unter diesem Stein i die Ruhestäte Herrn Heinrich Wilhelm v. Zedlitz und der Leipe, Landraths des Schweidnitzschen Creises, Herr der Güter Wüstewaltersdorf u. Teichenau, geb. d. 4 Aug 1711. gest. d. 19. April 1789. Er gründete diese Kirche, richtete den Gottesdienst ein, bloß durch eigene Beträge und freiwillige Beisteuer der Einwohner des Orts, wo er Handlung und Betriebssamkeit beförderte. Sein König Friderich der Große Hebte Jhn, Friderich schätzte Jhn, und 35 Jahr stand er dem Creise als Landrath vor. Zweimahl wahr Er glücklicher Ehemann 1. mit Hel. Doroth. von der Heyde verheirathete Er sich 1735. Sie starb ohne Erben 1751: aber ihre Tugend und Frömmigkeit bleibt unvergeßlich 2. mit Hel. Christiane Tugendrach v. Eckartsberg 1752. Sie starb d. 13. März 1784. und hatte ihn 1769 d. 10. Febr. einen Sohn Christian Frider: Wilh. Sigmund geboren. dieser musterhafte Hofnungsvolle Jüngling starb d. 11. Juni 1787 auf der Universität Halle nach einem 19 wöchlichem Abwesenheit aus seinem Vaterlande, und die Gebeine dieses edlen Jünglings wurden d 12. Novbr. 1787. hier beigsetzt. Ruhet sanft Jhr Edlen: Eure Thaten lohnt die Auferstehung IVSSV. TESTATORIS P. HAERES. FRATRIS FILIVS CAROLVS ABRAM.“

## Evangelische Parochie
Zur evangelischen Parochie, die zum Kirchenkreis Waldenburg in der Kirchenprovinz Schlesien gehörte, waren gepfarrt: Wüstewaltersdorf mit Friedrichsberg und Wilhelmsthal, Grund, Zedlitzheide mit Ekkardsberg, Neugericht und Toschendorf. Zugeschlagene Gastgemeinden waren: Hausdorf, Jauernick, Michelsdorf mit Mühlbach, Heinrichau, Alt- und Neu-Friedersdorf und ein Teil von Bärzdorf. 